# Józef Wyszyński
Józef Wyszyński (ur. 1811, zm. 1874 na zesłaniu na Syberii) – polski ksiądz katolicki, encyklopedysta, botanik, wykładowca oraz działacz społeczny .

## Życiorys
Kanonik kapituły archidiecezji warszawskiej,  wikariusz parafii św. Karola Boromeusza przy ul. Chłodnej w Warszawie. Był profesorem nauk naturalnych oraz wykładowcą w Akademii Duchownej Rzymsko-Katolickiej w Warszawie. Pod jego wpływem botaniką zainteresował się młody Józef Rostafiński, który z inspiracji profesora w wieku 11 lat założył swoje pierwsze herbarium .
27 lutego 1861 został członkiem Delegacji Miejskiej powołanej w Warszawie w celu zapewnienia spokoju publicznego po krwawym stłumieniu przez wojsko rosyjskie polskiej manifestacji patriotycznej na Krakowskim Przedmieściu. Aresztowany 19 października 1861 i osadzony w X Pawilonie Cytadeli Warszawskiej w ramach represji spadłych na duchownych po zamknięciu kościołów w Warszawie na znak protestu przeciw wtargnięciu wojska 15 października 1861 do katedry św. Jana i kościoła św. Anny, gdzie odbywały się nabożeństwa patriotyczne związane z rocznicą śmierci Tadeusza Kościuszki. Decyzją namiestnika Królestwa Polskiego gen. Aleksandra Lüdersa w marcu 1862 zesłany do guberni tobolskiej na Syberii Zachodniej. Po powrocie w sierpniu 1862. Na skutek amnestii z 29 kwietnia ponownie objął funkcję wikarego w swojej dotychczasowej parafii. W czasie powstania styczniowego został ponownie aresztowany i uwięziony w X Pawilonie w październiku 1863. Decyzją namiestnika gen. Fiodora Berga, aprobującego wniosek Stałej Komisji Śledczej z 4 listopada 1863 skazany na kolejne zesłanie syberyjskie. 
Był również encyklopedystą piszącym hasła do 28 tomowej Encyklopedii Powszechnej Orgelbranda z lat 1859–1868. Jego nazwisko wymienione jest w I tomie z 1859 roku na liście twórców tej encyklopedii .